# Ophiomyia asparagi
Ophiomyia asparagi este o specie de muște din genul Ophiomyia, familia Agromyzidae, descrisă de Spencer în anul 1964.
Este endemică în Italia. Conform Catalogue of Life specia Ophiomyia asparagi nu are subspecii cunoscute.